# Luis Oroz Zabaleta
Luis Oroz Zabaleta (Nardués-Aldunate, Urraúl Bajo, 20 de junio de 1885 - Pamplona, 4 de diciembre de 1962) fue un jurista y exégeta español. Fue secretario de la Diputación Foral de Navarra hasta 1945.

## Biografía
Realiza sus primeros estudios en la escuela de su localidad natal donde su familia se dedica al campo. Los estudios de bachillerato los realiza en Tudela, en el Colegio de San Francisco Javier de los Jesuitas. Se gradúa como Licenciado en Derecho en la Universidad de Madrid el 16 de febrero de 1907.
Desde 1913 en varias ocasiones ocupa, de forma interina o en funciones, el cargo de Secretario de la Diputación de Navarra hasta que obtiene la plaza el 24 de enero de 1921 tras fallecer Juan Vidal Abascal. Permanecerá en el cargo hasta su jubilación en 1945.
En 1918 se crea la Sociedad de Estudios Vascos-Eusko Ikaskuntza  por las diputaciones de Álava, Guipúzcoa, Navarra y Vizcaya como institución cultural. Oroz participó con aportaciones en materia de derecho administrativo como la ponencia “Aplicación del principio de autonomía municipal en el derecho histórico de Navarra y en el régimen actual” ante la Asamblea de Administración Vasca, organizada por Eusko Ikaskuntza en San Sebastián en 1919, donde analiza la legislación histórica de Navarra  sobre ayuntamientos y el cambio, y confusión, que supuso la Ley de 1841.
Como miembro de Eusko Ikaskuntza participó en la redacción del Estatuto Vasco-Navarro de 1931 y actuó como secretario de la asamblea de municipios celebrada en Pamplona el 19 de junio de 1932.
En 1945, cumpliendo la edad de jubilación reglamentada, deja el cargo de secretario pero continua vinculado a la Diputación Foral como asesor y consejero foral así como síndico del Consejo Foral Administrativo. Es también nombrado consejero de Estudios de Derecho Navarro y miembro de la Comisión de Derecho de la Institución Príncipe de Viana.
Fallece en Pamplona el 4 de diciembre de 1962.

## Obras
Su principal obra consistió en sistematizar la legislación administrativa de Navarra,  una ingente labor que tiene la consideración de recopilación de legislación foral, fruto de la cual publica:
- Legislación administrativa de Navarra: Tomo I, Pamplona 1917. Expone los antecedentes de la Ley de 1841, estudia cada uno de sus artículos expresando los precedentes legales de las respectivas materias y las modificaciones experimentadas.

- Legislación administrativa de Navarra: Tomo II, Pamplona 1923; con  apéndices en 1928, 1949 y 1951. Recoge el derecho de la administración general de Navarra en un rigurosos orden cronológico legislativo. A partir de 1950, además, incluye un repertorio de Legislación Tributaria.

En el debate sobre Reintegración foral, de 1918 a 1920, participó con artículos de prensa, como el publicado en Diario de Navarra: “El régimen foral de Navarra” donde analiza los límites de la “unidad constitucional” y los derechos cercenados por la Ley de 1841.
El gobierno de Primo de Rivera presentó un proyecto de ley para regular los ayuntamientos, el contenido de la ley fue considerada por la Diputación lesiva para los derechos forales, ya que consideraban que la Ley de 1841 establecía la competencia foral en la organización municipal. Abiertas negociaciones, se pactaron unas bases para establecer principios de autonomía de Navarra en esa materia, que se concretó en el Decreto-ley de 4 de noviembre de 1925. En base al cual Oroz redactó el proyecto “Reglamento para la Administración Municipal de Navarra”, remitido al Consejo Foral como proyecto en 1927 y aprobado el 3 de febrero de 1928.

## Homenajes
- 1985. El 27 de septiembre la Sociedad de Estudios Vascos le rinde un homenaje en Pamplona, en el Colegio Mayor Larraona.[1]
- 1986. En la publicación Azpilcueta: cuadernos de derecho, se edita un número completo dedicado a su figura.[2]